# Cascata di Parcines
La cascata di Parcines (Partschinser Wasserfall in tedesco) è una delle più belle cascate dell'Alto Adige. Si trova vicino al paese di Parcines, a pochi chilometri dalla città di Merano.

## Descrizione
La cascata ha un'altezza di 98 metri, ed è una delle più alte cascate in Alto Adige. 
Il luogo è raggiungibile dal centro del paese di Parcines, camminando per un'ora e mezza circa. 
Il panorama nell'intorno della cascata è caratterizzato dal maestoso cima Tessa. 
Qui si estende il più grande Parco Naturale dell'Alto Adige, il parco naturale Gruppo di Tessa, che presenta numerosissimi percorsi per le escursioni.